# Museo Eiteljorg degli Indiani americani e dell'arte western
Il Museo Eiteljorg degli Indiani americani e dell'arte western (Eiteljorg Museum of American Indians and Western Art) è ubicato nel centro di Indianapolis (Indiana) e ospita un'estesa collezione di arti visive dei popoli indigeni delle Americhe, nonché dipinti e sculture americane di genere western raccolte dall'uomo d'affari e filantropo Harrison Eiteljorg (1903–1997). Il museo ospita una delle più raffinate collezioni di arte nativa contemporanea del mondo.

## Museo

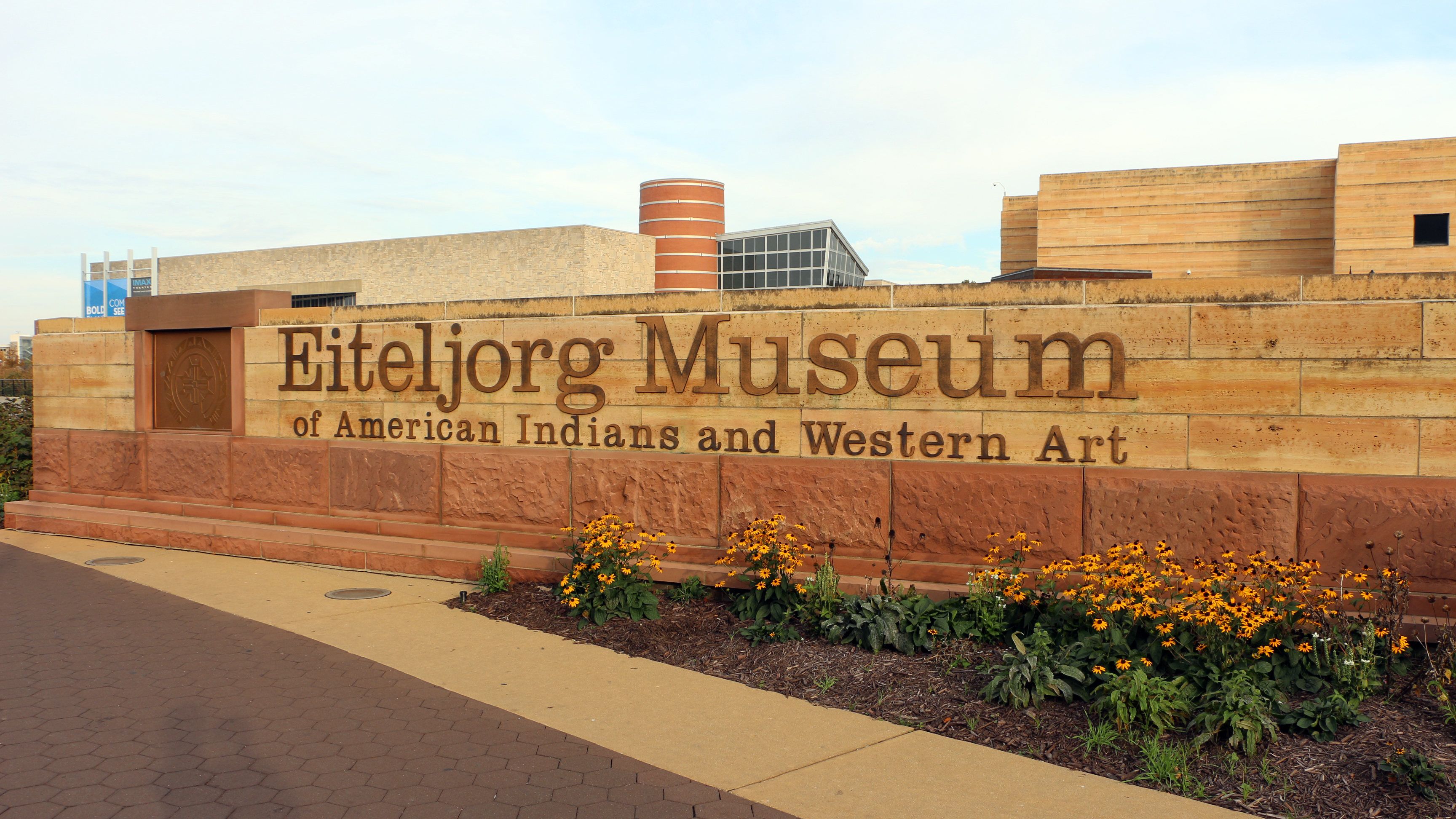
Entrata del Museo Eiteljorg

Il museo fa attualmente parte del Parco statale di White River di Indianapolis, che ospita anche il vicino Museo statale dell'Indiana, lo Zoo di Indianapolis, i Giardini di White River, la NCAA Hall of Champions, il Victory Field e il Parco militare. 
La Galleria Gund ha un'interessante collezione di dipinti e bronzi di Frederic Remington e Charles Russell. Possiede anche dipinti di George Winter, Thomas Hill, Albert Bierstadt, Charles King e Olaf Seltzer. In un'altra stanza, c'è una grande collezione di dipinti di pittori associati al Nuovo Messico, quali Joseph Henry Sharp, William Victor Higgins, Ernest L. Blumenschein ("Penitentes"), John French Sloan e Georgia O'Keeffe ("Taos Pueblo").
La sezione dei nativi americani conserva importanti opere realizzate da varie tribù, dal XIX secolo all'epoca contemporanea, tra cui Cheyenne, Crow, Salish, Hupa, Kiowa, Lakota, Navajo, Nez Perce, Paiute, Potawatomi, Sioux e Ute. Un'intera sezione è dedicata alle popolazioni artiche e semiartiche del Canada e dell'Alaska, tra cui Inupiaq, Tlingit e Nootka.

### Espansione
Nel giugno 2005, il museo ha aperto un'ampia espansione, che ha raddoppiato lo spazio pubblico aggiungendo tre nuove gallerie, lo Sky City Café, un centro educativo, giardini all'aperto e uno spazio eventi.
Due delle nuove gallerie sono dedicate all'estesa collezione di arte contemporanea del museo. La collezione comprende opere di T. C. Cannon, Kay WalkingStick, Andy Warhol e molti altri. La terza galleria aggiunta nell'espansione è la Galleria Gund di arte western, dedicata alla collezione di 57 pezzi di arte western tradizionale donata al museo dalla famiglia di George Gund.
Lo Sky City Café offre cibo in stile southwestern.

## Borsa di studio
Il museo assegna a cadenza biennale la prestigiosa Borsa di studio Eiteljorg in arte contemporanea (Eiteljorg Contemporary Art Fellowship, un tempo chiamata Eiteljorg Fellowship for Native American Fine Art, Borsa di studio Eiteljorg per le belle arti native americane) come riconoscimento ai più innovativi e influenti artisti nativi contemporanei oggi attivi.